# Harmonie Excelsior
Harmonie Excelsior is een harmonieorkest uit Noord-Scharwoude, opgericht in 1896.

## Geschiedenis
Harmonie Excelsior is opgericht op tweede kerstdag 1896 in Noord-Scharwoude als een fanfare. Als oprichters staan Jan Kuiper en Jan Barten te boek. De allereerste dirigent wordt schoolmeester Piet Pluister, na een aantal jaren opgevolgd door meester J. Hopman. In 1907 wordt de fanfare een harmonie en even later wordt Piet Pranger dirigent. Onder leiding van hem groeide Excelsior tot een regionaal toporkest die vele prijzen haalde op diverse concoursen in Noord-Holland en daarbuiten. Het orkest was zelfs op de landelijke radio te horen en verscheen er zelfs een langspeelplaat. In Noord-Scharwoude stond een muziektent waar Excelsior zomers concerten gaf. Maar in de crisistijd in de jaren 30 ging het minder met de vereniging. De oorlog en het overlijden van Piet Pranger in 1948 brachten moeilijke tijden voor de vereniging. Geldgebrek, een gebrekkig instrumentarium en weinig aandacht voor het muziekleven zorgden in de jaren 50 en 60 voor veel zorgen voor het bestuur. Dit bestuur bestond jarenlang uit dezelfde personen, waaronder Klaas van Dijk, voorzitter van 1932 tot 1966.
Sinds 1956 stond het orkest onder leiding van Jac Ham, een zeer getalenteerd muzikant en arrangeur. Met deze dirigent werden er geen concoursen meer bezocht maar alleen concerten gegeven, vaak samen met andere muziekverenigingen.
In de jaren 1980 werd de vereniging voorzien van een geheel nieuw instrumentarium. In de jaren daarna groeide de vereniging, tot het in de jaren 90 tot zo'n 90 leden had. Onder leiding van Arno van Raaphorst werd er een leerlingenorkest HELLO opgericht die vele jeugdleden afleverde.
Na Arno van Raaphorst waren Friso Vleugel en Marcel Mooibroek de dirigent. Daarna kwam Alida Holwerda voor het orkest te staan. In 2017 heeft Harmonie Excelsior zo'n 50 leden, waaronder ongeveer 5 leerlingen.

## Andere genres
Excelsior bestaat naast het harmonie-orkest ook uit een slagwerkgroep en een leerlingenorkest. Het straatorkest "De Klinkers", dat al sinds eind jaren 80 jaren actief is en per jaar verschillende optredens heeft, staat is nu zelfstandig, maar was jarenlang onderdeel van de vereniging. In 2012 is begonnen met de HELLO-klas om kinderen enthousiast te maken voor muziek. Dit project sluit aan op muziekactiviteiten door de vereniging op lagere scholen.

## Bijzonderheden[1]
- In 1934 wordt Els Krijgsman als eerste vrouw lid
- Gerard Rus is het langst lid van de vereniging, sinds 1941 speelt hij mee.
- Een aantal dirigenten hebben relatief lang voor Harmonie Excelsior gestaan: Piet Pranger van 1911 tot 1948, Jac Ham van 1956 tot 1988 en Arno van Raaphorst van 1988 tot 2005.
- Ook zijn er verschillende repetitielocaties geweest. Sinds 2018 is het de gymzaal van een basisschool waar er elke week gerepeteerd wordt. Dit was al eens eerder een repetitielocatie geweest, voordat er naar de Overbrugging werd verhuisd (en nu weer terug)